# Eidetisk variation
 Der er for få eller ingen kildehenvisninger i denne artikel, hvilket er et problem. Du kan hjælpe ved at angive troværdige kilder til de påstande, som fremføres i artiklen.

Eidetisk variation, eller eidetisk reduktion, er en begrebsanalyse indenfor filosofien, der benyttes indenfor erkendelsesteoriens område.
Metoden blev præsenteret af Edmund Husserl i sit tidlige forfatterskab.

## Grundlaget for analysen
Lige fra det antikke Grækenland har det været et filosofisk problem, at man kunne betragte den samme genstand på to forskellige måder, hvor det dog er samme genstand. Heraklit udtalte engang: "Man kan ikke træde to gange ned i den samme flod". Eftersom floden altid forandrer sig, vil det aldrig være samme flod man træder ned i anden gang.
Problemet bliver således, at man heller aldrig kan møde den samme person to gange. Personen vil altid have forandret sig en smule, og det medfører så at man rent faktisk står overfor et nyt menneske hvert eneste sekund. Det vil ligeledes medføre, at når man betragter et bjerg fra en bestemt vinkel, og vandrer rundt om det for at betragte det fra en anden vinkel, da vil det være et nyt bjerg at man betragter.

## Metoden
Målet for analysen er at finde frem til det absolutte ved en betragtet genstand. Det, som gør en genstand til en genstand, uanset hvordan eller hvornår man betragter den. Den søger med andre ord at finde frem til hvad det er der gør, at det er samme bjerg man betragter, til trods for at man vandrer rundt om det og konstant får nye sanseindtryk. Metoden søger således at finde ud af hvad det er der ikke forandrer sig ved denne proces.
Metoden foregår at man ved fantasiens hjælp begynder at forestille sig objektet anderledes end det er, og vedbliver med at forestille sig objektet på forskellige måder. Bliver man ved med dette, vil man til sidst støde på en grænse for, hvor meget man kan ændre objektet i fantasien før det ikke længere er samme objekt. Man kan eksempelvis forestille sig en vase, og bøje dens form utallige gange i fantasien, hvor det stadig vil vedblive med at være en vase, men hvis man går længere og længere i denne praksis, vil man til sidst have opløst det der udgør vasen.
På denne måde vil vi finde frem til de invariante strukturer, som udgør objektets væsensidentitet. Gennem metoden vil man ende med at kunne skelne mellem det, som ikke kan undværes ved objektet, hvis det stadig skal være samme objekt, og det, som godt kan forandres, hvor objektet endnu vil forblive det samme. Man får ret og sagt kortlagt det spillerum, inden for hvilken objektet kan forandre sig uden at miste sin identitet. Man sorterer det kontingente fra, og finder frem til objektets væsen.